# Big Star
Pour les articles homonymes, voir Big Star (homonymie).
Big Star est un groupe de power pop américain du début des années 1970, originaire de Memphis, dans le Tennessee. Les quatre musiciens ont pris ce nom de groupe d'une grande chaîne de supermarchés américaine.
Accueillis avec une indifférence totale lors de leur courte carrière, ils sont depuis cités comme ayant eu une influence majeure par bon nombre de groupes alternatifs américains, de R.E.M. à Teenage Fanclub en passant par les Replacements par exemple. Formé à Memphis en 1971 par Chris Bell et Alex Chilton, l'ex-chanteur des Box Tops, ils enregistrent seulement trois albums avant de se séparer en 1974. Chris Bell a quitté le groupe après la sortie du premier album et est mort dans un accident de voiture avant la séparation du groupe.
Big Star est reformé par Chilton et Stephens en 2005 avec l'aide de Ken Stringfellow et de Jon Auer des  Posies. La mort d'Alex Chilton, foudroyé par une crise cardiaque le 17 mars 2010, met définitivement fin à l'aventure du groupe. Andy Hummel, le bassiste originel du groupe, est décédé le 19 juillet 2010 des suites d'un cancer.

## Membres du groupe
- Chris Bell — chant, guitare (1971-1972 †)
- Alex Chilton — chant, guitare (1971-1974, 2005-2010)
- Jody Stephens — batterie (1971-1974, 2005-2010)
- Andy Hummel — basse (1971-1974 †)
- Ken Stringfellow (2005-2010)
- Jon Auer — chant, guitare (2005-2010)

## Discographie
- #1 Record, 1972
- Radio City, 1974
- Third/Sister Lovers, 1978
- Columbia, enregistré en concert à la Missouri University en 1993 à l'occasion d'une reformation
- Nobody Can Dance, 1999, répétitions et live
- In Space, 2005

## Carrière solo
Alex Chilton a poursuivi seul sa carrière après la séparation du groupe. Il a entre autres produit l'album Songs the Lord Taught Us des Cramps.